# Mimoides harmodius
Mimoides harmodius is een vlinder uit de familie van de pages (Papilionidae). De wetenschappelijke naam van de soort is voor het eerst geldig gepubliceerd in 1846 door Edward Doubleday. Deze naam wordt wel beschouwd als een synoniem van Mimoides xeniades subsp. signatus.